# 1989 w nauce

## Nauki przyrodnicze i ścisłe

### Astronomia
- 25 sierpnia – sonda Voyager 2 przeleciała obok Neptuna.
- 18 października – start sondy Galileo z misją badania Jowisza i jego księżyców.
- 18 listopada – start sztucznego satelity COBE przeznaczonego do badania mikrofalowego promieniowania tła.
- Icko Iben, Jr. – Nagroda Henry Norris Russell Lectureship przyznawana przez American Astronomical Society.
- Carl E. Heiles – Nagroda Dannie Heineman Prize for Astrophysics przyznawana przez American Astronomical Society.

### Fizyka
- 23 marca – Martin Fleischmann i Stanley Pons ogłosili odkrycie zjawiska zimnej fuzji. Dalsze badania nie potwierdziły jednak ich wyników.
- 12 kwietnia – obserwacja pierwszych zderzeń wiązek w akceleratorze SLC (Stanford Linear Collider).
- 14 sierpnia – uruchomienie akceleratora LEP, detektory zaobserwowały pierwsze przypadku produkcji bozonu Z0.

## Nagrody Nobla
- Fizyka – Norman F. Ramsey, Hans Georg Dehmelt, Wolfgang Paul
- Chemia – Sidney Altman, Thomas Cech
- Medycyna – John Michael Bishop, Harold Elliot Varmus

## Zmarli
- 28 kwietnia – Arkadiusz Piekara, polski fizyk
- 16 czerwca – Jerzy Pniewski, polski fizyk